# Manfred von Killinger
Manfred baron von Killinger (n. 14 iulie 1886, Leippen, Germania - d. 2 septembrie 1944, București) a fost un ofițer de marină, istoric militar și diplomat german. Partizan fervent al ideologiei național socialismului, în calitatea sa  de ambasador al Germaniei naziste în România (1941-1944) s-a bucurat de o mare  influență, încercând să atragă regimul mareșalului Ion Antonescu în implementarea soluției finale. S-a sinucis la București în împrejurările răsturnării dictaturii antonesciene.
Biroul baronului von Killinger se găsea la sediul Legației Germane din București, în clădirea aflată azi la intersecția dintre Calea Victoriei și bulevardul Dacia (după 1989, fost sediu al Cazinoului „Victoria”, actualmente nelocuită).
La momentul loviturii de stat de la 23 august 1944, von Killinger se găsea, împreună cu secretara sa, la vila acesteia de la Săftica. Acolo a primit vești, la început contradictorii, despre cele întâmplate la Palatul Regal și despre arestarea lui Ion Antonescu. Se pare că în confuzia creată de secretul loviturii, Eugen Cristescu și generalul Constantin Tobescu, aflând de arestarea lui Antonescu, s-au dus la sediul Legației Germane pentru a anunța acest lucru oficialităților naziste.
Manfred von Killinger a făcut parte din mai multe organizații teroriste de dreapta, organizații care până în 1924 uciseseră mai mult de 400 de oponenți politici în Germania. A fost arestat la München și acuzat de omor, dar achitat în ciuda existenței de dovezi care îl încriminau. 
A activat și ca scriitor, însă scrierile lui sunt considerate în general de calitate slabă.

## Scrieri
- Heiteres aus dem Seemannsleben. Beutelspacher, Dresden 1923
- Ernstes und Heiteres aus dem Putschleben. ediția nr. 6 Eher, München 1928 - 1941
- Kampf um Oberschlesien 1921. Bisher unveröffentlichte Aufzeichnungen des Führers der Abteilung von Killinger. K. F. Köhler, Leipzig 1934
- Die SA in Wort und Bild.  R. Kittler, Leipzig 1934
- Der Klabautermann. ediția nr. 4 Eher, München 1936
- Das waren Kerle. Limpert, Berlin 1937